# Гурам Пірцхалава
Пірцхалава Гурам Миколайович (груз. გურამ ნიკოლოზის ძე ფირცხალავა; 18 лютого 1940, Поті, Грузинська РСР — 5 листопада 2014, Тбілісі) — радянський і грузинський актор. Заслужений артист Грузинської РСР (1979).

## Біографія
Народився 18 лютого 1940 р. Закінчив Тбіліський театральний інститут ім. Шота Руставелі в Тбілісі (1966). Працював у театрах.
В кіно знімався з 1968 р. (фільми: «Розп'ятий острів», «Чекання», «Сибірський дід», «Для любителів розв'язувати кросворди», «Благання», «Бабуся для всіх», «Нічна ілюзія», «Прийди в долину винограду» та ін..
Грав в українських кінокартинах: «Контрудар» (1985, Леселідзе), «Поза межами болю» 1989, «Я той, хто є…» (1990).